# Moldei repülőtér
A Moldei repülőtér (IATA: MOL, ICAO: ENML) Norvégia egyik nemzetközi repülőtere, amely Molde közelében található. Éves utasforgalma 352 047 fő (2022).

## Futópályák
A repülőtér futópályái:
- 07/25 (2121 m, 45 m, aszfaltbeton)

## Forgalom
Az utasforgalom az elmúlt években az alábbi módon változott:
| Utasok száma | 342 252 | 275 340 | 357 062 | 406 602 | 392 901 | 447 844 | 517 031 | 478 475 | 184 210 | 352 047 |
|              | 2000    | 2002    | 2005    | 2007    | 2010    | 2012    | 2015    | 2017    | 2020    | 2022    |